# لوئی دو فرسینه
لوئی کلود دو سُلس دو فرِسینِه (Louis Claude de Saulces de Freycinet) (۷ اوت ۱۷۷۹–۱۸ اوت ۱۸۴۱)، افسر نیروی دریایی فرانسوی بود. او به دور زمین سفر کرد و در سال ۱۸۱۱ اولین نقشه‌اش را منتشر کرد تا دامنه کامل خط ساحلی استرالیا را نشان دهد.

## زندگی‌نامه
او در مونتلیمار، دروم زاده شد. اسم کامل او لوئی کلود دو سُلس دو فرِسینِه بود (بسیاری او را لوئی دو فرسینه خطاب می‌کردند). او سه برادر داشت، لوئی-آنری دو سُلسس دو فرِسینِه، آندره-شارل دو سُلسس دو فرِسینه و کوچک‌ترین آن‌ها، فردریک-کازیمیر دو سُلسس دو فرِسینه (پدر شارل دو فرسینه). لوئی کلود دومین برادر بزرگ بود.
در سال ۱۷۹۳ به عنوان ناوآموز به نیروی دریایی فرانسه پیوست و در درگیری‌های متعددی بر ضد بریتانیا شرکت کرد. فریسینت در سال ۱۸۰۰ با فرماندهی نیکلاس بودین، به مأموریت اکتشافی به جنوب و جنوب غربی سواحل استرالیا در طبیعت‌گرا و ژئوگراف اعزام شد. لوئیس-هنری دو فریسینت، برادر فریسینت هم بخشی از این سفر اکتشافی بود.
فرسینه میان سپتامبر ۱۸۰۲ و اوت ۱۸۰۳، ناخدای کشتی کاسورینا بود که در خط ساحلی استرالیا حرکت می‌کرد. او بعداً به طبیعت‌گرا منتقل شد و در سال ۱۸۰۴ به فرانسه بازگشت.
به دلیل اینکه متیو فلیندرز توسط فرانسوی‌ها در موریس به اسارت گرفته شد بسیاری از اکتشاف‌های او مورد بازبینی قرار گرفت و به‌طور ناخواسته فرانسوا پرون کاشف آن‌ها معرفی شد و اسم‌های جدیدی برای آن‌ها انتخاب شد و در سال ۱۸۲۴ در چاپ دوم سفرهای اکتشافی به سرزمین‌های استرالیا اصلاح شد. در نهایت بودین و فریسینت در سال ۱۸۱۱ نقشه کرانه ساحلی استرالیا را، سه سال زودتر از نقشه فلیندرز منتشر کردند. یک ورودی در غرب استرالیا به مصب فرسینه معروف است. کیپ فرسینه میان کیپ لیووین و کیپ طبیعت‌گرا و شبه جزیره فرسینه و پارک ملی فرسینه در تاسمانی به افتخار این کاوشگر نام‌گذاری شده‌است.
او در سال ۱۸۰۵ به پاریس برگشت و دولت وظیفه آماده کردن نقشه‌ها و برنامه‌های سفر را به او سپرد. او سفرنامه را هم تکمیل کرد و تمام این کار تحت عنوان سفرهای اکتشافی به سرزمین‌های استرالیا چاپ شد (پاریس ۱۸۱۶–۱۸۰۷). گیاه فریسینسیا (پیچ-کاجیان) و همچنین درخت یا درختچه بومی هاوایی ایلیاهی (سانتلوم فریسینتوم) به افتخار او نام‌گذاری شده‌است.

### گردش در اورانیا
در سال ۱۸۱۷ فرمان هدایت کشتی اورانیا به او سپرده شد که در واقع یک سفر اکتشافی جدید بود. اورانیا حامل تعدادی از اعضای گروه علمی نیروی دریایی بود از جمله آب شناس لوئی ایزیدور دوپره، هنرمند ژاک آراگو و نقشه‌کش جوان آدرین تونه. اورانیا به ریو دوژانیرو سفر دریایی کرد تا یک سری اطلاعات در زمینه‌های جغرافیا، زمین‌شناسی، نجوم، مغناطیس زمینی، هواشناسی و گونه‌های انسانی در تاریخ طبیعی گردآوری کند. فرسینه، همسرش رز دو فرسینه را به‌طور پنهانی با خودش در این سفر برد.
فرسینه به مدت سه سال در حوزه اقیانوس آرام سفر می‌کرد و از استرالیا، جزایر ماریانا، جزایر هاوایی و دیگر جزایر آرام، آمریکای جنوبی و جاهای دیگر دیدن کرد و باوجود از دست دادن اورانیا در جزایر فالکند در سفر برگشت با کلکسیون خوبی از تمام بخش‌های تاریخ طبیعی و با یادداشت‌ها و نقاشی‌های زیادی از کشورهای بازدید شده به فرانسه برگشت. نتایج این سفر با نظارت فریسینت و تحت عنوان سفر به دور جهان به دستور پادشاه با ناوهای اورانیا و فیزیسین که در سال‌های ۱۸۱۸٬۱۸۱۷، ۱۸۱۹ تا ۱۸۲۰ انجام شد، در ۱۳ جلد و ۴ قطع بزرگ با نقشه‌ها منتشر شد.
فرسینه در سال ۱۸۲۵ در آکادمی علوم فرانسه پذیرفته شد و یکی از بنیان‌گذاران جامعه جغرافیایی پاریس بود. او در قلعه خانوادگی فرسینه نزدیک سال سور-رون، دروم از دنیا رفت.

## ارجاعات
1. 1 2  Taillemite (2002), p. 196.
2. ↑  Fornasiero, F. J.; Peter Monteath; John West-Sooby (2004). Encountering Terra Australis: the Australian voyages of Nicolas Baudin and Matthew Flinders. Wakefield Press. pp. 296ff. ISBN 978-1-86254-625-7. Retrieved 12 January 2011.
3. ↑  "The French Connection". International League of Antiquarian Booksellers. Retrieved 12 January 2011.
4. ↑  "Freycinetia cumingiana - Plant Finder". www.missouribotanicalgarden.org. Retrieved 2020-02-26.
5. ↑  Agriculture Handbook (به انگلیسی). U.S. Department of Agriculture. 1989.
6. ↑  Sayers, Stuart (28 April 1962). "A French Wife's Voyage Around the World in Defiance of Orders". The Age. Retrieved 12 January 2011.
7. ↑  Château de Freycinet.

## کتابشناسی
- Edward Duyker François Péron: An Impetuous Life: Naturalist and Voyager, Miegunyah/MUP, Melb. , 2006, ISBN 978-0-522-85260-8,
- Fornasiero, Jean; Monteath, Peter and West-Sooby, John. Encountering Terra Australis: the Australian voyages of Nicholas Baudin and Matthew Flinders, Kent Town, South Australia, Wakefield Press, 2004. ISBN 1-86254-625-8
- Frank Horner, The French Reconnaissance: Baudin in Australia 1801–1803, Melbourne University Press, Melbourne, 1987 ISBN 0-522-84339-5.
- Marchant, Leslie R. French Napoleonic Placenames of the South West Coast, Greenwood, WA. R.I.C. Publications, 2004. ISBN 1-74126-094-9
- Hordern House, Captain Louis de Freycinet and his Voyages to the Terres Australes, Hordern House, Sydney, 2011 ISBN 978-1-875567-62-1
- Rose de Freycinet (patronymic Pinon) and Federico Motta, curator, Rose de Freycinet. Una viaggiatrice clandestina a bordo dell'Uranie negli anni 1817-20, Verona, Giugno 2017. Translation of Rose original Journal, fully annotated with new documents and with a comprehensive revision of Louis de Freycinet travel, ISBN 9788898023806
- Taillemite, Étienne (2002). Dictionnaire des Marins français. Tallandier. ISBN 2-84734-008-4. OCLC 606770323.
- Rare Freycinet map. Ile Decrès, or Kangaroo Island, 1803, held by the Royal Geographical Society of South Australia